# جان ابی زید
جان ابی زید (انگلیسی: John Abizaid؛ زادهٔ ۱ آوریل ۱۹۵۱) ژنرال بازنشسته نیروی زمینی ایالات متحده آمریکا و فرمانده سابق ستاد فرماندهی مرکزی ایالات متحده آمریکا (CENTCOM) و سفیر آمریکا در عربستان سعودی از آوریل ۲۰۱۹ تا ژانویه ۲۰۲۱. 
وی بر عملیات نظامی آمریکا در ۲۷ کشور از شاخ آفریقا، شبه‌جزیره عربستان، تا آسیای جنوبی و آسیای مرکزی، شامل بیشتر خاورمیانه نظارت می‌کرد. 
ابی زید در ۱ مه ۲۰۰۷ پس از ۳۴ سال خدمت بازنشسته شد.
وی به عنوان عضو پیوسته به استخدام انستیتو هوور در دانشگاه استنفورد درآمد.
در  ۲۰۰۸  به عنوان عضو پیوسته مونتگمری در کالج دارتموث انتخاب شد.
از سال ۲۰۰۷ صاحب کرسی در مرکز مبارزه با تروریسم دانشگاه وست پوینت بوده است.

## اوایل زندگی
ابی زید که لبنانی آمریکایی است، در ۱۹۵۱ در شمال کالیفرنیا متولد شد. پدربزرگ و مادربزرگش از جنوب لبنان در اواخر قرن نوزدهم به کالیفرنیا مهاجرت کرده بودند.او به عنوان یک مسیحی کاتولیک بزرگ شد.

## تحصیلات
مدرک کارشناسی ارشد هنر را در مطالعات خاورمیانه در دانشگاه هاروارد به دست آورد و محقق اولمستد در دانشگاه اردن در امان، اردن بود. ابی زید معلمان خود در دانشگاه هاروارد را بسیار تحت تأثیر قرار داد. 
پایان نامه یکصد صفحه ای ابی زید در مورد سیاست دفاعی عربستان سعودی بود که نداف صفران، مدیر مرکز مطالعات خاورمیانه هاروارد، در مورد آن گفت: "این  بهترین مقاله ای است که در بیش از 30 سال تدریس در هاروارد  دریافت کرده ام."

## در مورد برنامه هسته ای ایران
ابی زید در سخنانی در مرکز مطالعات استراتژیک و بین‌المللی که در ۱۷ سپتامبر ۲۰۰۷ گزارش شد، اظهار داشت: 

### جلوگیری از هسته‌ای شدن ایران
«ما باید جامعه بین‌الملل را تا جایی که می‌توانیم و ایرانی‌ها را برای توقف و دست کشیدن از ساخت سلاح هسته‌ای تحت فشار قرار دهیم. و ما نباید هیچ گزینه ای را که ممکن است مجبور به مقابله با آن باشیم، رها کنیم." وی همچنین گفت: من معتقدم که اگر ایران هسته‌ای شود، قدرت بازدارندگی ایران را داریم.

### همزیستی با ایران هسته‌ای
ابی‌زید همچنین گفت: «راه‌هایی برای همزیستی با ایران هسته‌ای وجود دارد، باید با آن روبرو شویم، ما با یک اتحاد جماهیر شوروی هسته‌ای، با چین هسته‌ای و همچنین با دیگر قدرت‌های هسته‌ای همزیستی کرده‌ایم. "